# 群馬サファリパーク

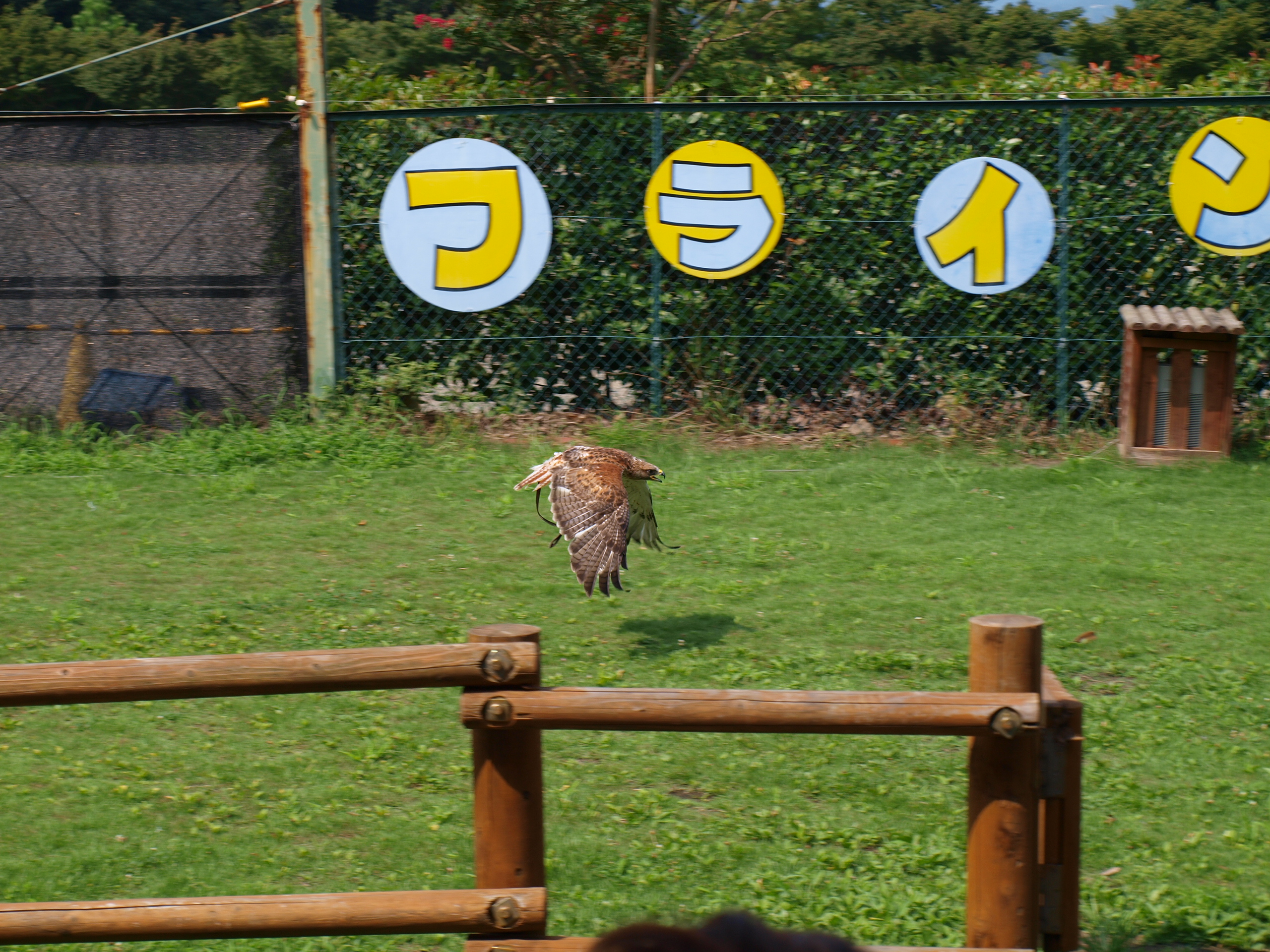
鳥類の飛行ショー

群馬サファリパーク（ぐんまサファリパーク）は、群馬県富岡市岡本1番地にある動物園（サファリパーク）である。運営は、群馬サファリ・ワールド株式会社。

## 沿革
ユニマットグループが運営するサファリパーク。本格的なサファリパークとしては日本国内5番目、東日本では初めての1979年5月1日にオープンした。
1986年5月5日には、日本で初めてアフリカゾウの繁殖に成功し、タンゴ（雄）というゾウが誕生した。ホワイトタイガーがいる。
2019年8月15日に運営会社群馬サファリワールドの株式をユニマットグループが取得する。
動物以外にもジェットコースターなどのテーマパークがある。2000年から現在まで「タマン サファリ インドネシア」と姉妹園提携。これを記念して、「インドネシアフェスティバル」を開催。インドネシアの希少動物と森林保護のため定期的に寄付をしている。同サファリからジャワヒョウ、スマトラタイガー、ホワイトタイガー、オランウータンなどの動物を受け入れている
マイケル・ジャクソンも1988年12月のBad World Tour日本公演来日中に訪れたことがある。
人材交流としてインドネシアから毎年飼育員を受け入れている。2019年、中央動物看護専門学校（群馬県前橋市）と連携協定を結んだ。同校は2021年4月に動物飼育学科（仮称）開設を予定しており、実習の受け入れなどで協力する。

## 受賞歴
日本動物園水族館協会より多数の繁殖賞を受賞している。
- 繁殖賞（ベゾアールゴート、ベニハシガモ）1982年
- 繁殖賞（アダックス）1983年
- 繁殖賞（サーバルキャット）1984年
- 繁殖賞（アフリカゾウ）日本初の繁殖1987年
- 繁殖賞（オジロジカ）1992年

## 社会貢献活動
- 1993年 口蹄疫により絶滅の危機に瀕するアフリカ水牛を救うため、サファリ生まれの水牛25頭を南アフリカへ無償で提供。
- 2011年 東日本大震災により高崎市に福島県内から避難している家族を招待
- インドネシアの希少動物と森林保護のため定期的に寄付
- 2020年 新型コロナウィルスの影響で来場者数が激減、さらに県からの休業要請に応じ4月21日から約1ヶ月休園、この状況を打破するため、クラウドファンディング（CF）で資金を募集した。全国から4000人以上の支援者が集まり、3600万円の支援金の獲得に成功。

## 施設
アフリカ、アジア、アメリカなどの大陸から集めた約100種1000頭羽の動物が広大な敷地で本来の生態系に近い姿で生活し、自家用車、レンタカー、レンジャーカーツアー、サファリバスなどを利用して動物たちの観察ができるサファリパークである。草食・肉食動物に餌を与えられるエサやり体験バスも運行している。車でサファリゾーンに入園する際は係員からガイドラジオがレンタルされ、ゾーンごとにその場にいる動物の情報を聴取できる。またイベントではネコ科獣舎見学、モグモグタイム、フライングショー、ナイトサファリツアーなども行われている。毎年、イベントホールにはインドネシアの動物を中心にインドネシアフェスティバルを開催している。
4月から11月までは「夕暮れサファリバスツアー」を運行している。動物の夕食風景を観察できるツアーで群馬サファリパークのオリジナル。ゴールデンウイークや夏休み期間には「ナイトサファリバスツアー」を運行。暗闇にスポットライトを当てる手法は他のサファリと同じである。

### 園内
- サファリゾーン
  - アフリカゾーン
  - アメリカゾーン
  - 日本ゾーン
  - ウォーキングサファリゾーン
  - アジアゾーン
  - トラゾーン
  - ライオンゾーン

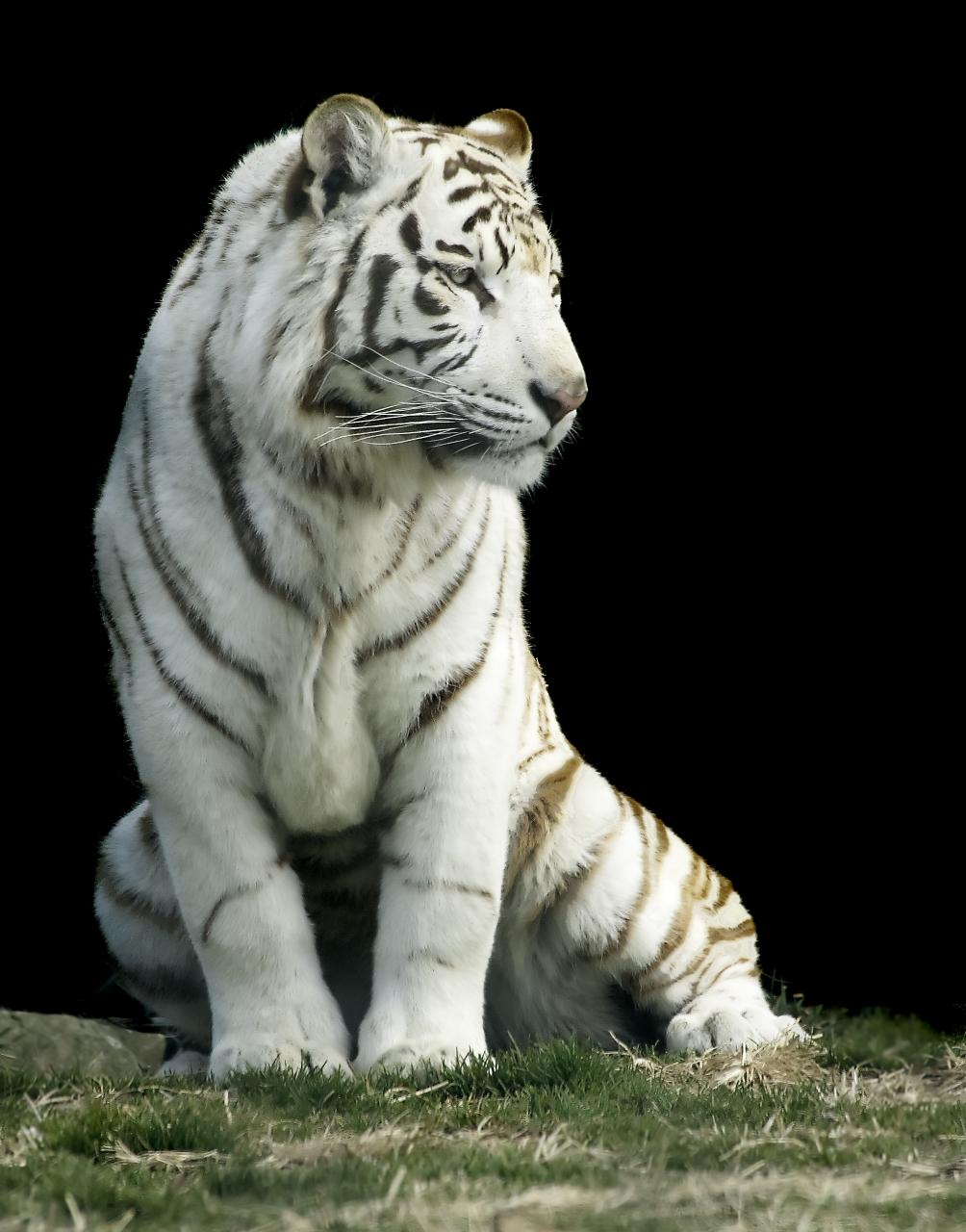
ホワイトタイガー

- 【休園中】アミューズメントゾーン（遊園地）
- ふれあいパーク
- ふれあいハウス
- ふしぎの動物の森（エキゾチックアニマルハウス）
- 売店 マルシェ
- レストラン サバンナ

## 営業時間
- 3月1日‐10月31日（午前9：30‐午後4：00）
- 11月1日‐2月末日（午前9：30‐午後3：30）
- 休日：水曜日（特別期間は除き、また水曜日が祝日の場合は営業する）

## 交通
上信越自動車道富岡ICより5キロメートル。
パークへの公共交通機関は無いため、最寄り駅となる上信電鉄上州富岡駅からタクシー（約15分）で移動する必要がある。

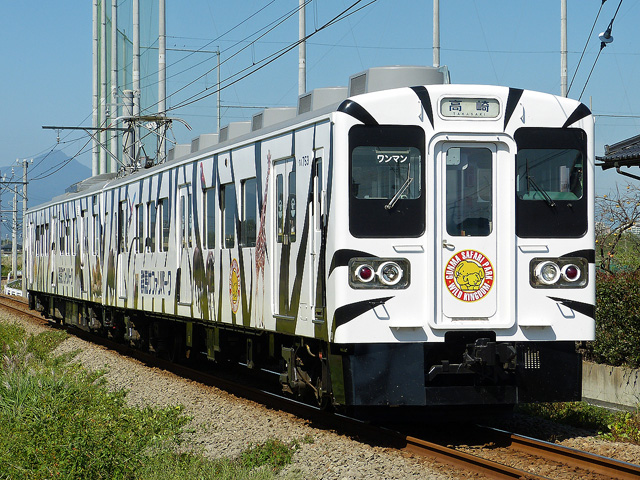
ホワイトタイガー柄となった上信電鉄700形電車。

## 死亡事故
- 1990年8月24日 - 朝の開園前に象舎からゾウを出す作業をしていた飼育係の男性（21歳）がオスのアフリカゾウ（推定25歳、体重約6500kg）の鼻に巻かれて死亡。頭や胸の骨を折り即死であった。オープン以来初の死亡事故[4]
- 1997年8月2日 - 園内を走行中に乳児が泣いてぐずったため、60代の祖母が別の車に乗っていた母親に孫を渡そうと車を降りたところ祖母がベンガルトラに襲われ、助けようとした祖父も別のトラに襲われる事故があった。祖父と祖母は共に死亡したが、孫は従業員が救助して無事だった。
- 2016年8月16日 - 軽自動車で巡回していた女性従業員（46歳）がオスのツキノワグマ（5歳、体長約170cm、体重約110kg）に襲われ死亡。自動車の窓は開いており鉄製のパイプ格子1本が壊れていた[5][6]。